# 카사블랑카여, 다시 한번

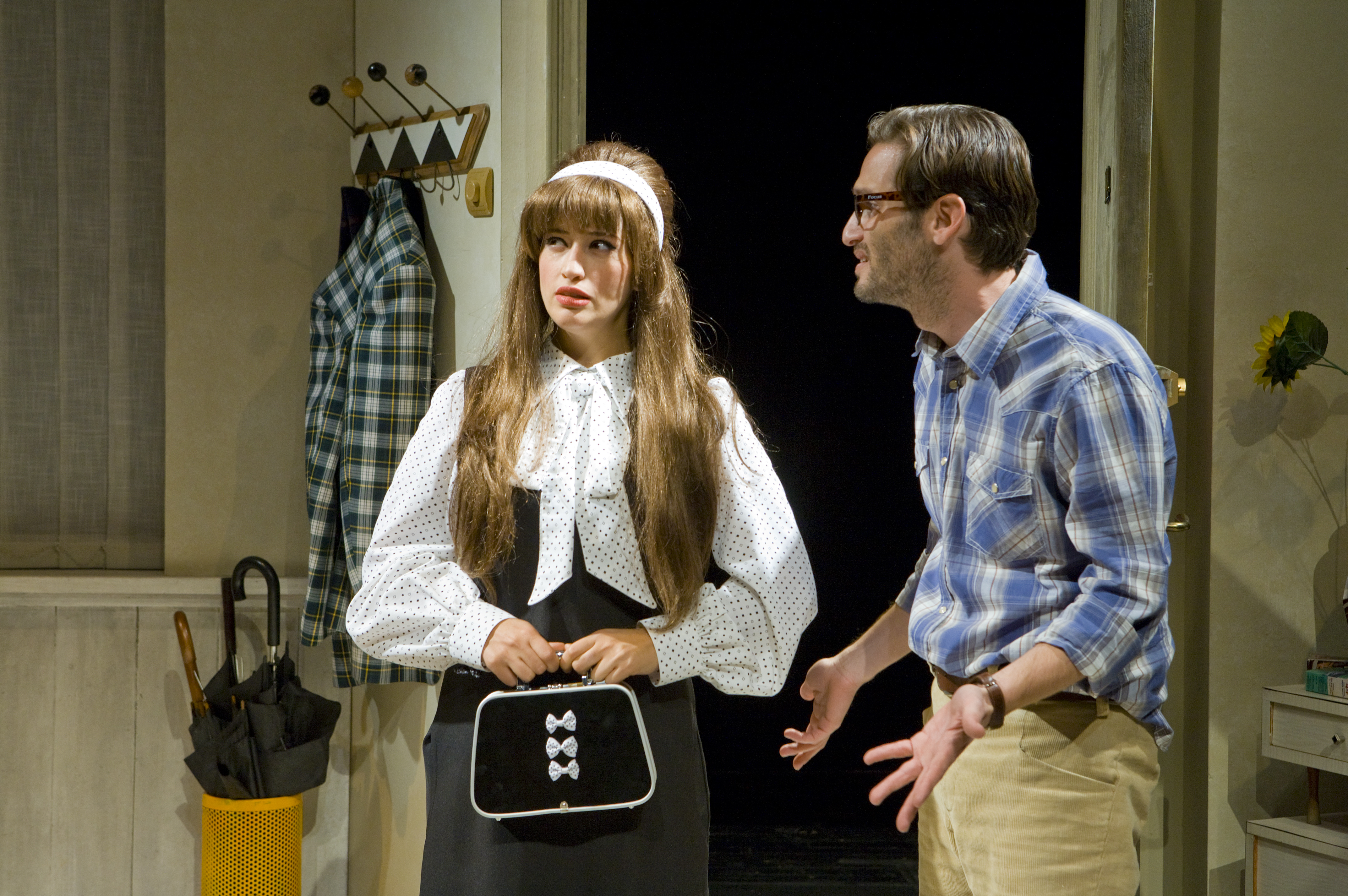

카사블랑카여, 다시 한번(Play It Again, Sam)은 1969년 초연되어 1972년 동명의 영화로도 각색된 우디 앨런의 희곡이다. 고전 영화 <카사블랑카>의 주연 배우 험프리 보가트에게 연애 조언을 구하는 예민하고 내성적인 영화 평론가 앨런 펠릭스가 삶과 사랑의 의미를 찾아가는 여정을 그리고 있다.

## 개요
＜카사블랑카여 다시 한번＞은 우디 앨런이 각본을 쓰고 초연에서 주연을 맡은 작품이다. 1969년 뉴욕 브로드허스트 극장에서 초연되어 상당한 성공을 거두었다.
소심한 영화 평론가 앨런 펠릭스는 얼마 전 이혼하고 가장 친한 친구 딕의 아내 린다와 사랑에 빠진다. 영화 ＜카사블랑카＞의 광팬인 앨런은 사랑과 우정 사이에서 갈등할 때마나 험프리 보가트의 환영에게 조언을 구한다. 험프리 보가트는 남자답게 사랑을 쟁취하라고 부추기지만 딕을 배신할 수 없었던 앨런은 결국 린다를 딕에게 보내 주기로 한다.
1969년 2월 12일 개막해 1970년 3월 14일까지 453회 공연되었다. 조지프 하디가 연출을 맡았으며 우디 앨런이 주인공 앨런 펠릭스를, 다이앤 키튼이 린다를 연기했다. 공연은 흥행했고 평단의 평가도 대체로 긍정적이었다. 토니어워즈 세 개 부문에 노미네이트되었다. 1969년 9월 11일 런던 웨스트엔드 글로브 극장에서도 작품이 공연되었다. 런던 프로덕션에서는 더들리 무어가 앨런 펠릭스를 연기했다. 1972년 우디 앨런 각본으로 동명의 영화가 제작되었으며 영화에서도 직접 앨런 펠릭스를 연기했다.